# Leonie Menzel
Leonie Menzel (* 19. Mai 1999 in Mettmann) ist eine deutsche Ruderin.

## Karriere
2016 gewann sie im Doppelzweier mit Sophie Leupold die Bronzemedaille bei den Junioren-Europameisterschaften. Bei den Junioren-Weltmeisterschaften belegten sie dann den sechsten Platz. Bei den Junioren-Weltmeisterschaften 2017 startete sie zusammen mit Annabelle Bachmann, Sophie Leupold und Tabea Kuhnert im Doppelvierer und gewann die Silbermedaille. 2018 startete sie wieder im Doppelzweier bei den U23-Weltmeisterschaften, zusammen mit Pia Greiten gewann sie die Silbermedaille.
Bei den Europameisterschaften 2019 holte sie mit Carlotta Nwajide den Titel im Doppelzweier vor den Booten aus Rumänien und Italien. Später in der Saison startete sie wieder mit Pia Greiten zusammen im Doppelzweier. Die beiden belegten den 15. Platz bei den Weltmeisterschaften in Linz-Ottensheim. Bei den Europameisterschaften 2020 belegte sie mit Annekatrin Thiele den fünften Platz im Doppelzweier. Nach einem weiteren fünften Platz bei den Europameisterschaften 2021 erreichten Thiele und Menzel den elften Platz bei den Olympischen Spielen in Tokio.
Bei den Olympischen Spielen 2024 in Paris siegten im Doppelvierer die Britinnen vor den Niederländerinnen, drei Sekunden dahinter wurden Maren Völz, Tabea Schendekehl, Leonie Menzel und Pia Greiten Dritte und gewannen damit eine Bronzemedaille, für die sie am 4. November 2024 von Bundespräsident Steinmeier mit dem Silbernen Lorbeerblatt ausgezeichnet wurden.

## Internationale Erfolge
- 2016: Bronzemedaille Junioren-Europameisterschaften im Doppelzweier
- 2016: 6. Platz Junioren-Weltmeisterschaften im Doppelzweier
- 2017: Silbermedaille Junioren-Weltmeisterschaften im Doppelvierer
- 2018: Silbermedaille U23-Weltmeisterschaften im Doppelzweier
- 2019: Goldmedaille Europameisterschaften im Doppelzweier
- 2019: 15. Platz Weltmeisterschaften im Doppelzweier
- 2020: 5. Platz Europameisterschaften im Doppelzweier
- 2021: 5. Platz Europameisterschaften im Doppelzweier
- 2021: 11. Platz Olympische Sommerspiele 2020 im Doppelzweier
- 2023: 5. Platz Europameisterschaften im Doppelzweier
- 2024: 3. Platz Europameisterschaften im Doppelvierer
- 2024: 3. Platz Olympische Sommerspiele 2024 im Doppelvierer